# Phil Aucoin
Phil Aucoin (* 12. November 1981 in Chelmsford, Massachusetts) ist ein US-amerikanischer Eishockeyspieler, der seit 2012 bei den Danbury Whalers in der Federal Hockey League unter Vertrag stand.

## Karriere
Als Junior spielte er für die Norwich University in der National Collegiate Athletic Association. Ab 2004 spielte er für die Memphis RiverKings in der Central Hockey League und war mit 73 Punkten unter den besten 10 Scorern der Liga. In derselben Spielzeit bestritt er auch zwei Spiele für die Providence Bruins in der American Hockey League. Die Saison 2005/06 spielte er in der ECHL für die Charlotte Checkers und die Florida Everblades und kehrte ein Jahr später in die CHL zu den Memphis Riverkings zurück. Zur Saison 2007/2008 wechselt er zu den Starbulls Rosenheim. Den Verein verließ er jedoch in einer Nacht- und Nebelaktion bereits nach 9 Spielen wieder in Richtung USA.
In den USA angekommen spielte er ein Spiel bei den Albany River Rats in der AHL. Er wechselte im Januar 2008 erneut nach Europa zu den Nijmegen Devils in die Niederlande.
Aucoin beendete die Saison 2009/10 als Topscorer der niederländischen Meisterschaft und gewann mit den Nijmegen Devils erstmals den Meistertitel. Im August 2010 unterzeichnete er beim Ligakonkurrenten HYS The Hague. Am 13. Juli 2011 wurde der Stürmer von den Reading Royals aus der ECHL unter Vertrag genommen, für welche er allerdings kein Ligaspiel absolvierte. 2012 kehrte er in die Vereinigten Staaten zurück und schloss sich den Danbury Whalers aus der Federal Hockey League an.

## Erfolge und Auszeichnungen
- 2010 Niederländischer Meister mit den Nijmegen Devils
- 2010 Topscorer der Ehrendivision